# ワールド・オブ・ライズ
『ワールド・オブ・ライズ』（Body of Lies）は、デヴィッド・イグネイシャスの小説、及びそれを原作とした2008年公開のアメリカ映画。

## ストーリー
世界中を飛び回り、死と隣り合わせの危険な任務に身を削るCIAの工作員フェリス。一方、彼の上司はもっぱらアメリカの本部や自宅など平和で安全な場所から、現場にいる人間を顧みず冷徹な指示を送るベテランCIA幹部ホフマン。そんな生き方も考え方も全く異なる彼らは、多くの死者を出し続ける国際的テロ組織リーダーのアル・サリームを捕獲するという重要任務にあたっていた。しかし、反りの合わない2人は、フェリスがイラクで接触した情報提供者であるニザールをめぐる意見でも対立する。
ホフマンの指示に逆らえずニザールを泳がせていたフェリスだが、自身の身元が漏れる危険に陥り、やむなく彼を射殺する。その結果銃撃戦に巻き込まれてしまい、情報は入手したものの、相方のバッサームは死亡しフェリスも重傷を負う。
やがて、瀕死の状態から立ち直ったフェリスに、ホフマンは淡々と次の指令を出すのだった。ニザールの資料から、アル・サリーム関係者の隠れ家が発覚したのだった。強引かつ非情なホフマンに不満を募らせながら、次なる目的地ヨルダンへ向かう。
フェリスは、ヨルダン情報局の責任者であるハニに協力を仰ぐのだった。信頼関係を築いた彼らだったが、ホフマンの工作によってその友情も壊れてしまう。怒りを覚えたフェリスは、ホフマンに逆らい単独でサリームを追う。
非情で冷酷な世界に嫌気がさしていたフェリスは、治療に訪れた病院で看護師アイシャと出会い、思いを寄せるようになっていく。ところが、アイシャが誘拐される。罠だと知りつつも、指定された場所へ訪れるフェリス。アル・サリームのアジトに連れ去られ拷問を受ける。その、絶体絶命の窮地を救ったのはハニだった。
やがてホフマンと再会したフェリスは、提案された好待遇での昇進と帰国を断る。安全な所で中東を他国だと冷徹に対応するホフマンのやり方こそが対立がなくならない理由だと述べて、CIAを離れ中東に生きる決意を語る。優秀なフェリスを諦めきれないホフマンは、その姿を衛星監視システムで見守るのだが、アイシャの元に訪れるのを見て、監視を外すのだった。

## 小説
アメリカでは2007年4月16日に、日本では2008年11月7日に小学館文庫より発売。

## 映画

### 登場人物・キャスト
ロジャー・フェリス
演 - レオナルド・ディカプリオ、日本語吹替 - 内田夕夜
CIAの工作員。現場主義者で現地に飛んでテロ組織についての情報収集を行う。
エド・ホフマン
演 - ラッセル・クロウ、日本語吹替 - 磯部勉
CIA幹部。フェリスの上司。現場には出ずに本拠地であるアメリカからモニター越しにフェリスの行動を監視している。
ハニ・サラーム
演 - マーク・ストロング、日本語吹替 - てらそままさき
ヨルダン情報局統括責任者。残忍で手段を問わない。プライドが高く、嘘をつかれるのを何よりも嫌い、協力相手には絶対に強調をする。
アイシャ
演 - ゴルシフテ・ファラハニ、日本語吹替 - 根谷美智子
看護師。ヨルダンの診療所で働いている。フェリスと出会い、恋仲になる。姉がいる。
バッサーム
演 - オスカー・アイザック、日本語吹替 - 竹田雅則
フェリスの相棒。情報屋。フェリスと共に組織のアジトを襲撃するが殺されてしまう。
オマール・サディキ
演 - アリ・スリマン
建築家。ヨルダン人。敬虔なイスラム教徒。フェリスとホフマンによりテロ組織のトップということにされる。
アル・サリーム
演 - アロン・アブトゥブール、日本語吹替 - 沢木郁也
テロリストのリーダー。中流家庭の出自で政府軍に両親を殺害されている。
スキップ
演 - ヴィンス・コロシモ、日本語吹替 - 古澤徹
CIAの工作員。
ガーランド
演 - サイモン・マクバーニー、日本語吹替 - 佐々木睦
工作員。フェリスに協力する。
ニザール
演 - メーディ・ネブー、日本語吹替 - 斉藤次郎
テロ組織の一員。組織から自爆テロを命じられたことから、CIAに情報提供を申し出る。
ホリデイ
演 - マイケル・ガストン、日本語吹替 - 浦山迅
フェリスの前任の上司。

### スタッフ
- 監督：リドリー・スコット
- 製作：ドナルド・デ・ライン（英語版）、リドリー・スコット
- 製作総指揮：マイケル・コスティガン、チャールズ・J・D・シュリッセル
- 脚本：ウィリアム・モナハン
- 撮影：アレクサンダー・ウィット（英語版）
- 音楽：マルク・ストライテンフェルト
- VFX：ソニー・ピクチャーズ・イメージワークス

### 評価
本作は批評家から賛否両論であった。映画批評集積サイトのRotten Tomatoesには210件のレビューがあり、支持率55％、平均点は10点満点で5.8点となっている。サイト側による批評家の見解の要約は「『ワールド・オブ・ライズ』はレオナルド・ディカプリオとラッセル・クロウの演技は素晴らしいが、作品自体は従来のスパイスリラーと何も変わらない』となっている。Metacriticには、37件のレビューがあり、加重平均値は57/100となっている。

### 備考
過去に『グラディエイター』など3作に渡りリドリー・スコット監督作品に出演した事があり、スコットと縁のあったラッセル・クロウは、本作においてスコットより電話で直接オファーを受けたのだが、その時の第一声は「体重を20キロ増やして欲しい」であった。